# 稲原牧場
有限会社稲原牧場（いなはらぼくじょう）は、北海道沙流郡平取町本町にあるサラブレッド競走馬の生産牧場である。1954年創業。
1985年の宝塚記念優勝馬スズカコバン、1998年の宝塚記念優勝馬サイレンススズカ、2007年の高松宮記念優勝馬スズカフェニックスなど数々の活躍馬を輩出している。

## 歴史
牧場を経営する稲原家は北海道への開拓移民であり、沙流川沿いの土地を切り開いて農業をはじめ、そのかたわらで農耕馬の生産も手掛けていた。20頭ほどいた繁殖牝馬の中には1頭だけサラブレッドがおり、かねてその美しさに憧れを寄せていた稲原一美は、1954年に家業を競走馬生産に切り替え「稲原牧場」を創業。預託馬の受け入れなどをしながら牧場の基礎を固めると、次いで優秀な繁殖牝馬の導入に努めはじめる。稲原牧場における輸入馬第1号であるフェアヒルズの血統からはアイノクレスピン、テルテンリュウといった重賞勝利馬が生まれ、1500万円で購買したサリュウコバンの仔・スズカコバンは1985年に宝塚記念を制し、前年のグレード制導入後はじめて牧場にGI競走のタイトルをもたらした。
2代目の稲原美彦が牧場の差配をはじめていた1990年代、繁殖牝馬ワキアを購入するに当たり、事務的手続きを買って出た中央競馬調教師の橋田満と昵懇になり、橋田にスズカコバンの馬主であった永井永一の子・永井啓弐を紹介。1998年には啓弐の所有馬で橋田が管理するワキア産駒・サイレンススズカで宝塚記念3勝目を挙げた。同馬は同年秋の天皇賞で骨折、安楽死処分となったが、この出来事を経て三者の結びつきは強固なものとなり、以後稲原牧場、橋田満、永井啓弐はトリオのような存在として認知されることになる。2007年にはスズカフェニックスが高松宮記念に優勝し、サイレンススズカ以来のGI勝利を挙げた。

## 主な生産馬
GI競走優勝馬
- スズカコバン（1985年宝塚記念など重賞4勝）
- サイレンススズカ（1998年宝塚記念など重賞5勝）
- スズカフェニックス（2007年高松宮記念など重賞3勝）

その他中央競馬重賞勝利馬
- スカイリーダ（1974年京都記念・春、京都記念・秋 1975年大阪杯）
- ロッコーイチ（1974年北九州記念　1975年小倉大賞典、小倉記念）
- アイノクレスピン（1977年神戸新聞杯）
- テルテンリュウ（1979年NHK杯、1980年宝塚記念）
- トーワトリプル（1989年NHK杯 1990年日経新春杯）
- マチカネタンホイザ（1993年ダイヤモンドステークス、目黒記念 1994年アメリカジョッキークラブカップ 1995年高松宮杯）
- メイショウラムセス（2002年富士ステークス）
- スズカドリーム（2003年京成杯）
- マチカネオーラ（2006年中京記念）
- トーワベガ（2010年阪神スプリングジャンプ）

その他地方競馬重賞勝利馬
- グレイスタイザン（1983年東京3歳優駿牝馬・大井 1984年桜花賞・浦和、関東オークス・川崎）
- マチカネオトコヤマ（1993年ステイヤーズカップ・北海道）
- フルグラトル（2003年ダイヤモンドカップ・岩手）

その他の馬
- ラスカルスズカ（1999年菊花賞3着、2000年天皇賞 (春)2着）